# Слон и Моська (мультфильм)
«Слон и Моська» — советский мультфильм 1941 года. По одноимённой басне Ивана Андреевича Крылова.

## Сюжет
По улицам Слона водили, 

Как видно напоказ — 

Известно, что Слоны в диковинку у нас — 

Так за Слоном толпы зевак ходили. 

Отколе ни возьмись, навстречу Моська им. 

Увидевши Слона, ну на него метаться, 

И лаять, и визжать, и рваться, 

Ну, так и лезет в драку с ним. 

"Соседка, перестань срамиться, — 

Ей шавка говорит,- тебе ль с Слоном возиться? 

Смотри, уж ты хрипишь, а он себе идёт
Вперёд 

И лаю твоего совсем не примечает".— 

"Эх, эх!, — ей Моська отвечает: 

"Вот то-то мне и духу придаёт, 

Что я, совсем без драки, 

Могу попасть в большие забияки. 

Пускай же говорят собаки: 

"Ай, Моська! знать она сильна, 

Что лает на Слона!" 

Крылов, Иван Андреевич

## Актёры озвучивания (нет в титрах)
- Леонид Пирогов — дворняга
- Сергей Мартинсон — Моська